# Palaua
Palaua é um género botânico pertencente à família Malvaceae.